# Atentado a la embajada de Estados Unidos en Ankara de 2013
El 1 de febrero de 2013, un atentado suicida frente a la embajada de Estados Unidos en Ankara, Turquía, mató a un guardia de seguridad turco y al extremista.

## Ataque
Aproximadamente a las 13:15 hora local (11:15 UTC) el 1 de febrero de 2013, un atacante suicida detonó sus 6 kg de TNT, y también una granada de mano, en una entrada lateral a la embajada de Estados Unidos en el barrio de Kavaklıdere, en el distrito Çankaya de la capital turca, Ankara, matando a un guardia de seguridad turco y él mismo. La explosión también hirió a una periodista turca, Didem Tuncay, quien fue trasladada de urgencia al hospital poco después del ataque se había producido. Después de visitar a Tuncay en el hospital, Francis J. Ricciardone, Jr., embajador de Estados Unidos en Turquía, la describió como «una de los mejores periodistas» y añadió que se debía a tomar el té con él en la embajada. Ricciardone también rindió homenaje a Mustafa Akarsu, identificado como el guardia de seguridad que resultó muerto en la explosión, diciendo que era «un héroe que [había] perdido su vida para proteger el personal de la embajada».

## Perpetrador
Las autoridades turcas informaron que el atacante era Ecevit Şanlı, un miembro de 30 años de edad del Partido Revolucionario de Liberación del Pueblo (DHKP-C por sus siglas en turco), un partido marxista-leninista designada como una organización terrorista por los gobiernos de Turquía y Estados Unidos. Şanlı fue encarcelado desde 1997 hasta 2000 por su participación en un ataque contra una casa de huéspedes militar en Estambul con un lanzallamas. El grupo se atribuyó la responsabilidad del ataque en un comunicado publicado en su sitio web, con el argumento de que Şanlı se sacrificó.